# Olaf Becker (Volleyballspieler)
Olaf Becker (* 11. Januar 1959 in Kiel) ist ein ehemaliger deutscher Volleyballspieler.
Olaf Becker spielte zunächst in seiner Heimat beim Suchsdorfer SV und bei SW Elmschenhagen. 1980 wechselte er zum SC Fortuna Bonn, mit dem er in die Erste Bundesliga aufstieg und 1987 den DVV-Pokal gewann. Danach ging Olaf Becker für zwei Jahre zum Ligakonkurrenten Bayer Leverkusen, wo er 1988 Deutscher Pokalsieger und 1989 Deutscher Meister wurde. Nach drei weiteren Jahre bei Fortuna Bonn folgte Olaf Becker 1992 seinem jahrelangen Spielertrainer Lee Hee-wan zu Bayer Wuppertal. Hier wurde er 1994 erneut Deutscher Volleyball-Meister und holte 1995 den DVV-Pokal. Als Co-Trainer gewann er mit den Wuppertalern 1997 erneut die Deutsche Meisterschaft. In den Folgejahren war Olaf Becker Spielertrainer von Wuppertals zweiter Mannschaft in der Zweiten Bundesliga. 2002/03 hatte er nochmal ein Comeback in der Bundesligamannschaft.
Olaf Becker war 60-facher deutscher Nationalspieler. Heute ist er Fachwart Volleyball im Deutschen Polizeisportkuratorium.